# Portlock (Alaska)
 (juillet 2021).
Portlock est une Ville fantôme située dans l’État américain de l'Alaska, dans la Péninsule Kenai.

## Démographie
| 1940 | 1980 | - | - | - | - |
| ---- | ---- | - | - | - | - |
| 31   | 31   | - | - | - | - |